# Uomo d'affari
Un uomo d'affari, a volte anche finanziere o businessman, è una persona coinvolta nel settore delle imprese e che intraprende attività (commerciali o industriali) allo scopo di generare flusso di cassa, vendite e ricavi utilizzando una combinazione di capitale umano, finanziario, intellettuale e fisico per alimentare lo sviluppo e la crescita economica.
Nel lessico della finanza, si designa generalmente una persona che ha acume ed esperienza in ambito finanziario, realizzando profitti per mezzo di azzeccate operazioni e investimenti in uno o più settori economici.
Il termine "uomo d'affari" può riferirsi a un fondatore, proprietario o azionista di maggioranza di un'impresa commerciale; o può caratterizzare un dirigente di alto livello che gestisce una società pur non essendone il proprietario.

## Finanzieri famosi
- Warren Buffett
- Camillo Castiglioni
- Carl Icahn
- Andrew Mellon
- John Pierpont Morgan
- Charlie Munger
- John Davison Rockefeller
- Mayer Amschel Rothschild
- George Soros